# فرانسيس إكس بوشمان
فرانسيس إكس بوشمان (بالإنجليزية: Francis X. Bushman)‏ مواليد 10 يناير 1883 في بالتيمور - الوفاة 23 أغسطس 1966 في كاليفورنيا، الولايات المتحدة، هو ممثل ومخرج أمريكي بدأ مسيرته الفنية سنة 1911. امتدت مسيرته الفنية لأكثر من 55 عاما. من أعماله السيء والجميلة، ويلسون، بير جينت وسابرينا.

## روابط خارجية
- فرانسيس إكس بوشمان على موقع IMDb (الإنجليزية)
- فرانسيس إكس بوشمان على موقع الموسوعة البريطانية (الإنجليزية)
- فرانسيس إكس بوشمان على موقع ألو سيني (الفرنسية)
- فرانسيس إكس بوشمان على موقع تيرنر كلاسيك موفيز (الإنجليزية)
- فرانسيس إكس بوشمان على موقع أول موفي (الإنجليزية)
- فرانسيس إكس بوشمان على موقع قاعدة بيانات برودواي على الإنترنت (الإنجليزية)
- فرانسيس إكس بوشمان على موقع قاعدة بيانات برودواي على الإنترنت (الإنجليزية)
- فرانسيس إكس بوشمان على موقع قاعدة بيانات الأفلام السويدية (السويدية)
- فرانسيس إكس بوشمان على موقع إن إن دي بي (الإنجليزية)
- فرانسيس إكس بوشمان على موقع ديسكوغز (الإنجليزية)